# Emiliano Viviano
Emiliano Viviano (ur. 1 grudnia 1985 we Florencji) – włoski piłkarz występujący na pozycji bramkarza w tureckim klubie Fatih Karagümrük SK oraz w reprezentacji Włoch.

## Kariera klubowa
Emiliano Viviano jako junior występował w Fiorentinie oraz Brescii Calcio. Sezon 2004/2005 spędził na wypożyczeniu w Cesenie, dla której rozegrał 13 spotkań w Serie B i wpuścił w nich 18 goli. Razem z Ceseną Viviano zajął 16. miejsce w końcowej tabeli drugiej ligi.
Sezon 2005/2006 Viviano spędził już w Brescii, gdzie w debiutanckim sezonie wystąpił w 14 ligowych pojedynkach. W sezonie 2006/2007 wywalczył sobie miejsce w podstawowej jedenastce swojego zespołu i zaliczył łącznie 40 ligowych występów. W sezonie 2008/2009 włoski bramkarz był bliski wywalczenia ze swoją drużyną awansu do Serie A, jednak Brescia przegrała finałowy baraż o awans z Livorno.
13 lipca 2009 kierownictwo Interu Mediolan poinformowało, że Viviano dołączył do mediolańskiego zespołu na zasadzie współwłasności z Bologną. Oba kluby zadecydowały, że w sezonie 2009/2010 Viviano będzie grać w Bolonii. Viviano zastąpił w roli pierwszego bramkarza Francesco Antonioliego i rozegrał w lidze 34 spotkania. W pierwszym spotkaniu sezonu 2010/2011 z Interem (0:0) zachował czyste konto.
2 września 2013 roku został na rok wypożyczony do angielskiego Arsenalu.

## Kariera reprezentacyjna
Viviano ma za sobą występy w młodzieżowych reprezentacjach Włoch. Grał w drużynach do lat 19, do lat 20 i do lat 21, dla których łącznie rozegrał 21 spotkań. Viviano brał udział między innymi w Mistrzostwach Świata U-20 2005 oraz Mistrzostwach Europy U-21 2007. W 2008 roku Pierluigi Casiraghi powołał go do kadry reprezentacji na Igrzyska Olimpijskie w Pekinie, na których Viviano był podstawowym bramkarzem drużyny narodowej.
W sierpniu 2010 Cesare Prandelli powołał Viviano do seniorskiej reprezentacji Włoch na towarzyski mecz z Wybrzeżem Kości Słoniowej, a później na spotkania eliminacji do Euro 2012. Viviano zadebiutował w kadrze 7 września 2010 w zwycięskim 5:0 pojedynku z Wyspami Owczymi.

## Statystyki kariery
(aktualne na 8 września 2014)
| Klub                  | Sezon              | Liga               | Liga  | Liga   | Puchary krajowe | Puchary krajowe | Europa | Europa | Inne  | Inne   | Suma  | Suma   |
| Klub                  | Sezon              | Liga               | Mecze | Bramki | Mecze           | Bramki          | Mecze  | Bramki | Mecze | Bramki | Mecze | Bramki |
| --------------------- | ------------------ | ------------------ | ----- | ------ | --------------- | --------------- | ------ | ------ | ----- | ------ | ----- | ------ |
| Cesena (wyp.)         | 2004/05            | Serie B            | 13    | 0      | 0               | 0               | –      | –      | –     | –      | 13    | 0      |
| Brescia               | 2005/06            | Serie B            | 14    | 0      | 0               | 0               | –      | –      | –     | –      | 14    | 0      |
| Brescia               | 2006/07            | Serie B            | 40    | 0      | 5               | 0               | –      | –      | –     | –      | 45    | 0      |
| Brescia               | 2007/08            | Serie B            | 35    | 0      | 1               | 0               | –      | –      | 2     | 0      | 38    | 0      |
| Brescia               | 2008/09            | Serie B            | 37    | 0      | 3               | 0               | –      | –      | 4     | 0      | 44    | 0      |
| Bologna FC            | 2009/10            | Serie A            | 34    | 0      | 1               | 0               | –      | –      | –     | –      | 35    | 0      |
| Bologna FC            | 2010/11            | Serie A            | 38    | 0      | 0               | 0               | –      | –      | –     | –      | 38    | 0      |
| Inter Mediolan        | 2011/12            | Serie A            | 0     | 0      | 0               | 0               | 0      | 0      | –     | –      | 0     | 0      |
| US Palermo            | 2011/12            | Serie A            | 20    | 0      | 0               | 0               | 0      | 0      | –     | –      | 20    | 0      |
| ACF Fiorentina (wyp.) | 2012/13            | Serie A            | 32    | 0      | 0               | 0               | –      | –      | –     | –      | 32    | 0      |
| Arsenal (wyp.)        | 2013/14            | Premier League     | 0     | 0      | 0               | 0               | 0      | 0      | –     | –      | 0     | 0      |
| UC Sampdoria (wyp.)   | 2014/15            | Serie A            | 0     | 0      | 0               | 0               | –      | –      | –     | –      | 0     | 0      |
| Ogólnie w karierze    | Ogólnie w karierze | Ogólnie w karierze | 263   | 0      | 10              | 0               | 0      | 0      | 6     | 0      | 279   | 0      |